# Polo Villaamil
Polo Villaamil (ur. 18 listopada 1979 roku w Madrycie) – hiszpański kierowca wyścigowy.

## Kariera
Villaamil rozpoczął karierę w wyścigach samochodowych w 1997 roku od startów w Hiszpańskiej Formule Renault. Uzbierane 67 punktów pozwoliło mu zdobyć tytuł mistrzowski serii. W późniejszych latach pojawiał się także w stawce World Series by Nissan, Formuły 3000, Włoskiej Formuły 3000, Europejskiej Formuły 3000, Spanish GT Championship oraz World Touring Car Championship.
W Formule 3000 Hiszpan startował w latach 1998-1999. Jednak w żadnym z trzech wyścigów, w których wystartował, nie zdołał zdobyć punktów. W World Series by Nissan Polo pojawił się już w pierwszym sezonie serii - w roku 1998. Wtedy był też czwarty. W latach 2002–2003 zajmował odpowiednio dziesiąte i jedenaste miejsce w klasyfikacji końcowej kierowców.